# Marvel Age (revista)
Marvel Age foi o título de uma revista promocional em formato americano da Marvel Comics nos anos 80 e 90 do século XX,  continha previews dos quadrinhos Marvel que iriam ser lançados, bem como entrevistas com profissionais dos quadrinhos entre outras seções. Apesar de existir inicialmente como uma espécie de anúncio, era vendida e não dada, embora o preço de capa fosse inferior ao das revistas quadrinho da editora. a publicação teve 140 edições.
os roteiristas Peter David e Kurt Busiek escreveram para a revista no início de suas carreiras e não foram creditados.
Em 2003 a Marvel usou o nome Marvel Age em uma linha editorial.